# Norman Smith
Norman Smith (22 de febrero de 1923 - 3 de marzo de 2008) fue un músico y productor musical británico. 

## Biografía
Tras iniciarse como músico en el mundo del jazz, comenzó a trabajar como aprendiz de ingeniero de sonido para la discográfica EMI, llegando a ser productor e ingeniero de sonido en los míticos estudios de Abbey Road y a trabajar con grupos como The Beatles o Pink Floyd.
Con The Beatles trabajó como ingeniero de sonido en todos los álbumes que el grupo de Liverpool grabó entre 1963 y 1965. 
En 1967 produjo The Piper at the Gates of Dawn, el primer trabajo de Pink Floyd, con los que también colaboró en sus trabajos de 1968 (A Saucerful of Secrets) y 1969 (Ummagumma). Su colaboración con Pink Floyd y The Beatles le grangeó fama por su elaborada producción y fue elogiado por la crítica por la meticulosidad de sus últimas grabaciones. 
Norman Smith introdujo a los Pink Floyd en el mundo de la música concreta al mostrarles en aquellos días de 1967 el potencial de los estudios de la EMI en Abbey Road y a él se deben gran parte de los sonidos extra-musicales que pueden oírse a lo largo de The Piper at the Gates of Dawn.
En 1968 fue el productor de S.F. Sorrow de los The Pretty Things, considerado el primer álbum de rock conceptual.
A principios de los años 70, bajo el pseudónimo de "Hurricane Smith," grabó algunos temas de éxito, como "Don't Let It Die" (1971) u "Oh Babe What Would You Say". En 2004 sacó un nuevo trabajo en el que reinterpretó, junto a temas nuevos, sus éxitos de los años 1970.
Falleció el 3 de marzo de 2008.